# Lepidoleucon inflatum
Lepidoleucon inflatum är en svampdjursart som beskrevs av Jean Vacelet 1967. Lepidoleucon inflatum ingår i släktet Lepidoleucon och familjen Lepidoleuconidae. Inga underarter finns listade i Catalogue of Life.